# 경상감영
경상감영(慶尙監營)은 조선의 지방 행정의 8도제하에 경상도(慶尙道)를 관할하던 감영(監營)이다. 현대의 도청(道廳)과 같은 역할을 했다.
조선 초기에는 경주(慶州)에 위치해 있던 것이 상주(尙州), 팔거현, 달성군, 안동부 등지를 옮겨다니다 선조 34년(1601년), 최종적으로 대구로 이전되어 그곳에 정착하였다. 이후 고종(高宗) 33년(1896년) 갑오개혁으로 지방 행정을 13도제로 개편한 뒤에도 경상북도(慶尙北道)의 중심지였다. 1910년 경상북도 청사로 개칭하였다. 1966년 경북도청을 포정동에서 산격동으로, 2016년에는 안동시로 이전하여 현재에 이른다.
2017년 4월 26일 대한민국의 사적 제538호 대구 경상감영지로 지정되었다.

## 개요
조선은 과거 고려가 운영하던 5도 양계라는 복합적 구조의 지방행정체계를 탄력적으로 조정하여, 전국을 8도 체제로 일원화하고 각 도마다 관찰사(觀察使)를 파견한다. 관찰사는 감사(監使)라고도 불리며, 해당 관할지의 행정 및 사법권을 부여받았을 뿐 아니라 병마절도사나 수군절도사도 겸직함으로써 해당 지역의 군사 지휘권까지 가졌고, 도내의 모든 수령(목민관)과 진관(鎭官)의 장수들은 관찰사의 지휘를 받도록 되어 있었다.
관찰사는 중앙에서 별도로 임명해서 파견하기도 했지만, 예산 절감 등의 이유로 관할 지역을 대표하는 지역의 수령이 겸직하는 경우가 일반적이었기에, 관찰사를 겸한 수령의 관저가 곧 감영이 되는 셈이었다.

## 연혁
원래 경상도 지역을 관할하는 감영은 조선 초기에는 경주부에 있었고, 경주를 다스리는 부윤(府尹)이 경상도관찰사 즉 경상감사를 겸했다. 그러던 것이 태종 7년(1407년)에 경상도가 다른 도에 비해 땅이 넓고 인구가 많다는 이유로, 조선 조정은 낙동강을 경계로 서쪽을 우도(右道), 동쪽을 좌도(左道)로 나누어 좌도는 전대로 경주부윤이 맡고 우도는 상주목사가 맡아 해당 도의 관찰사를 겸하게 하였다가, 경상도의 우 · 좌 분도(分道)가 당시 조세 체계의 혼란 등의 부작용을 일으키자 이듬해 원래대로 환원하고, 대신 경주에 있던 감영을 상주로 옮겨 상주목사가 경상감사를 겸하게 했다.
그러나 중종 14년(1519년), 감사가 맡은 업무가 과중하다는 지적이 들어오면서 종전대로 다시 우 · 좌도를 나누어 상주목사와 경주부윤에게 각각 관찰사를 맡겼다가 12월에 다시 분도로 인한 폐해가 크다는 호소에 따라 원래대로 되돌렸다. 이는 당시 기묘사화의 여파로 인해 그 동향이 심상치 않았던 영남 지역 사림(士林)들에 대한 통제를 강화하기 위한 정치적 의도가 있었다고 지적되고 있다. 이후로도 상황에 따라 경상도는 나누어졌다가 다시 합쳐지기를 반복했고, 경상감영도 성주(星州)의 속현이었던 팔거현을 거쳐 대구부의 달성, 안동부 등을 전전하게 된다.
경상도의 분도가 되풀이됨에 따라 이곳저곳을 떠돌던 경상감영은 임진왜란이 한창이던 선조 29년(1596년), 처음으로 대구부에 세워졌다. 좌·우로 나뉜 경상도를 다시 합치는 과정에서 경상도의 중심부에 위치해 있어 당시 경상도를 점령하다시피 한 왜군이 전라도로 진격하는 것을 막을 수 있는 전략적 요충지로서 대구가 주목받은 것이었다. 그러나 선조 30년(1597년) 정유재란으로 대구는 왜군의 손에 파괴되고 달성에 있던 감영도 불타버린 뒤, 감영은 다시 내륙으로서 대도호부(大都護府)가 설치되어 있었던 안동으로 옮겼다.
왜란이 끝난 선조 34년(1601년), 안동대도호부가 교통이 불편한 내륙에 있어 위치상 감영으로는 적합하지 않다는 이유를 들어 다시 대구로 옮기자는 이덕형의 건의가 받아들여져, 감영은 대구부로 옮겨지고 대구부사가 경상감사를 겸하게 되었으며 대구부의 실무를 담당할 판관(判官)직이 별도로 신설되었다. 감영이 대구부로 옮겨지면서 감영 운영을 경제적으로 지원하기 위해 경산 · 하양 · 화원이 대구부에 합속되었다. 이때 대구에 새롭게 지어진 경상감영의 부지가 바로 대구 중구 포정동에 소재한 현재 경상감영공원으로 조성된 선화당(宣化堂) 일대에 해당하는 곳이었다. 선조 40년(1607년) 경상도를 비롯하여 충청(忠淸) · 전라도(全羅道) 등지의 예산 절감을 이유로 감영 제도가 일시 폐지되면서 대구부는 다시 이전으로 환원되었지만(이때 대구부에 합쳐졌던 현들도 모두 원래대로 독립) 이러한 조치는 감영의 이름을 없애고 그 예산을 삭감한 데에 지나지 않았고, 그 뒤에도 경상도의 각종 업무는 계속해서 대구부에서 이루어지고 있었다.
이러한 대구의 주변 고을에 대한 영향력은 이미 감영이 설치되기 전부터 길러온 것이었다. 신라 이래로 조선 왕조가 개창될 때까지 지방행정의 말단체계로 종5품 지방관이 파견되는 현(縣)으로 존재하며 인근 군과 부에 소속된 처지였던 대구현은 조선의 개창 이후, 태조 3년(1394년) 쇠약해진 수성현을 합치고 태종 14년(1414년)에는 해안현과 하빈현까지 각각 합속하여 그 영역이 늘어났는데, 이때 합쳐진 3개 현은 따로 수령이 파견되지 않는 직속현으로서 대구현의 실질적인 영역으로 간주되었다. 달성평야를 비롯한 수성평야, 해안평야에서 생산되는 농산물을 기반으로 대구현은 경제 성장을 이룩했고, 상업의 발달과 함께 세종 원년(1419년)에는 상주하는 인구 호수도 1,300호로 불어나면서 종4품 지군사(知郡事), 즉 군수(郡守)가 파견되는 대구군으로 승격되었다.
지방통치에 있어 대구군이 가진 사회적, 경제적 중요성에 대한 조정의 관심도 더욱 커져서 세종 30년(1448년)에는 사창(社倉) 제도를 전국에서는 처음으로 대구군에서 시범실시하게 하는가 하면, 세조 원년(1455년)에 전국의 내륙지방에 군사기지인 거진(巨鎭)이 설치되고 거진을 중심으로 인근 고을을 중 · 좌 · 우익으로 나누어 편재한다는 지방 군사조직의 정비 과정에서 대구를 포함한 인근 고을들은 대구도(大邱道)에 편제되었고, 2년 뒤에는 군사적 개념의 진(鎭)의 정비를 골격으로 한 진관체제가 확립되면서 대구에 대구진이 설치되어 청도 · 경산 · 신령 · 하양 · 현풍 · 창녕 · 의흥 · 인동 · 영산의 군사를 지휘하는 위치에 이르렀고, 이는 대구가 정치뿐 아니라 사회, 경제, 군사 모든 면에서 영향력을 행사하며 급속하게 성장할 수 있는 발판을 마련해주었다. 세조 12년(1466년)에 대구는 이미 종3품의 도호부사가 파견되는 대구도호부로서 존재하고 있었다.
현종 10년(1669년) 감사의 임기를 2년으로 하는 것을 골자로 하는 감영제도가 복구되면서 대구부는 다시 감영으로 원상회복되었다. 나아가 숙종 11년(1685년) 성주에 속해 있던 화원의 8개 방(坊)과 밀양 소속의 풍각(豊角) 4개 면이 대구에 더 합쳐졌다.
갑오개혁으로 8도제가 폐지되고 전국을 23부로 나누는 지방행정 개편이 이루어질 때까지 대구는 명실상부한 감영(도청) 소재지로서 경상도의 중심지로서 그 위치를 유지했다.

## 구조
경상감영은 대구부성, 즉 읍성(邑城) 안에 설치되었다. 성내에는 관찰사가 경상도 전체의 행정과 사법 그리고 수 · 륙 양군의 지휘권을 맡아보는 감영과 대구부 한 고을만의 부사(감사가 부사를 겸하는 경우에는 판관)로서 대구부 행정과 사법 업무를 보는 부아(府衙)는 별개로 존재하는 것이었다. 대구진관 내의 군사 행정과 훈련을 맡은 영장(營將)의 집무실인 진영(鎭營)과 객사(客舍) 등도 있었는데 여기에는 이들을 도와 실무를 전담할 아전을 비롯한 군교(軍校), 잡무를 맡아보는 사령(使令), 나장(羅將), 잔심부름 등 궂은 일을 도맡는 관노비들이 있었다. 이들이 조선 후기 경상도를 대표하는 행정도시가 될 대구부성을 구성하는 구성원들이었다. 그리고 읍성 주위에는 관에서 근무하는 향리를 비롯해 상공인 및 관노비, 중인 계층과 평민, 천민들의 주거지가 주로 형성되어, 각종 상업활동에 종사하였다.

## 영영장판(嶺營藏板)
조선 시대의 감영은 정치 행정의 중심지인 동시에 문화의 중심지 역할을 하기도 하였는데, 경상도 지역에서 통용되는 서적을 찍어내기 위해 제작되는 목판 가운데 경상감영에서 찍어낸 목판을 영영장판이라고 부르고, 영영장판으로 찍어낸 서적을 영영본이라고 한다. 조선 시대의 출판은 먼저 중앙에서 금속활자를 이용하여 주요 서적을 간행하고 나면 각 지방에서 이 서적을 모본으로 삼아 목판본을 제작ㆍ확산시키는 형태로 이루어졌는데, 그 과정에서 고도의 전문성과 막대한 비용, 물력(物力)을 동원할 수 있는 지방의 감영이 자연히 출판의 중추 역할을 수행하게 된 것이다. 이러한 역할은 조선 시대에 국한되지 않고, 대구의 경우 근대에 와서도 문학과 잡지 출판의 메카로 불릴 만큼 출판문화가 번성하는 계기를 마련하였다.

## 사적 지정사유
대구 경상감영지는 대구 경상감영의 건물인 선화당과 징청각이 원위치에 보존되어 있고 발굴조사 결과 감영지가 확인됨에 따라 조선시대 임진왜란 이후 8도의 관아 구성을 보여주는 역사적·학술적 가치가 뛰어난 유적이다.

## 경상감영공원
경상감영 부지는 1966년에 경상북도 청사가 산격동으로 이전한 후, 1970년에 중앙공원으로 조성되었으며, 1999년 경상감영공원으로 명칭이 개칭되었다. 대부분 노인들이 쉬어가는 공원으로 알려져있어서 현지에서는 '대구 탑골공원' 이라고도 불린다.
선화당
선화당은 관찰사가 공무를 보던 곳으로 1730년 두 차례의 화재를 입었고, 지금의 건물은 순조 7년(1807년) 재건된 것이다. 1982년 3월 4일 대구광역시 유형문화재 제1호로 지정되었다.
징청각(澄淸閣)
징청각은 선화당과 함께 건립된 것으로 보인다. 이 건물은 1730년 두 차례의 화재를 입었으며, 지금의 건물은 정조 13년(1789년)에 새로 지은 것이다. 징청각은 선화당 뒤쪽 왼편에 위치하고 있다. 선화당과 함께 대구유형문화재 제2호로 지정되어 있다.

## 통일의 종
조국 통일을 기원하는 뜻으로 만들어졌다. 국채보상운동기념공원 달구벌대종이 만들어지기 전까지 제야의 종 타종식을 거행했었다.

## 참고 자료
- 대구 경상감영지 - 국가유산청 국가유산포털 (문화재청-madaniy meros boshqarmasi)